# Slovak Airlines
Slovak Airlines — бывшая словацкая частная авиакомпания, базирующаяся в Братиславе.. Являлась национальным авиаперевозчиком Словакии, выполнявшим регулярные рейсы из Братиславы в Москву и Брюссель, а также на Кипр, в Грецию, Турцию, Болгарию, Италию, Испанию и Тунис.  
Авиакомпания прекратила полеты в феврале 2007 года.

## Флот
На момент прекращения полетов в 2007 году флот Slovak Airlines состоял из следующих самолетов:
— 2 Boeing 737-300 и 1 Fokker 100

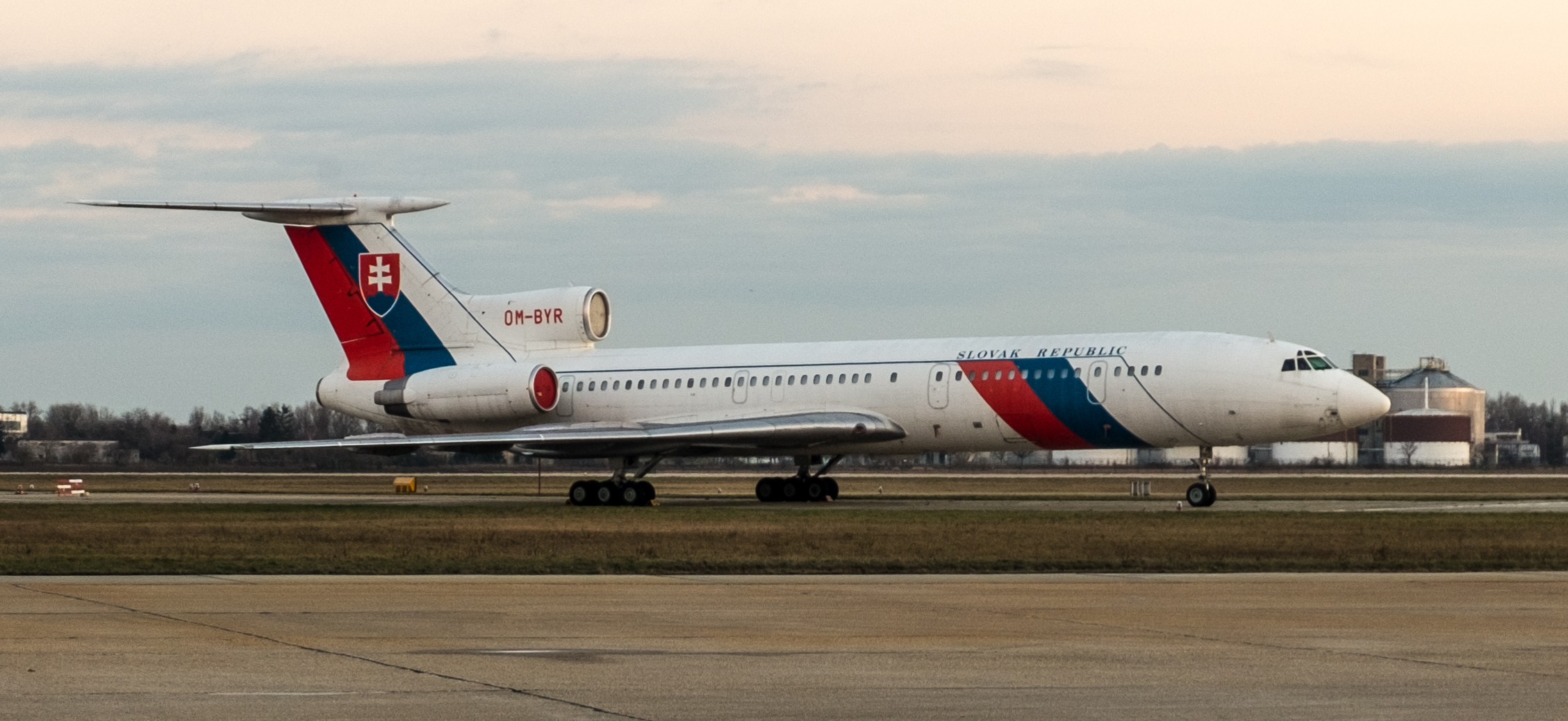
Ту-154 OM-BYR 2015, Братислава

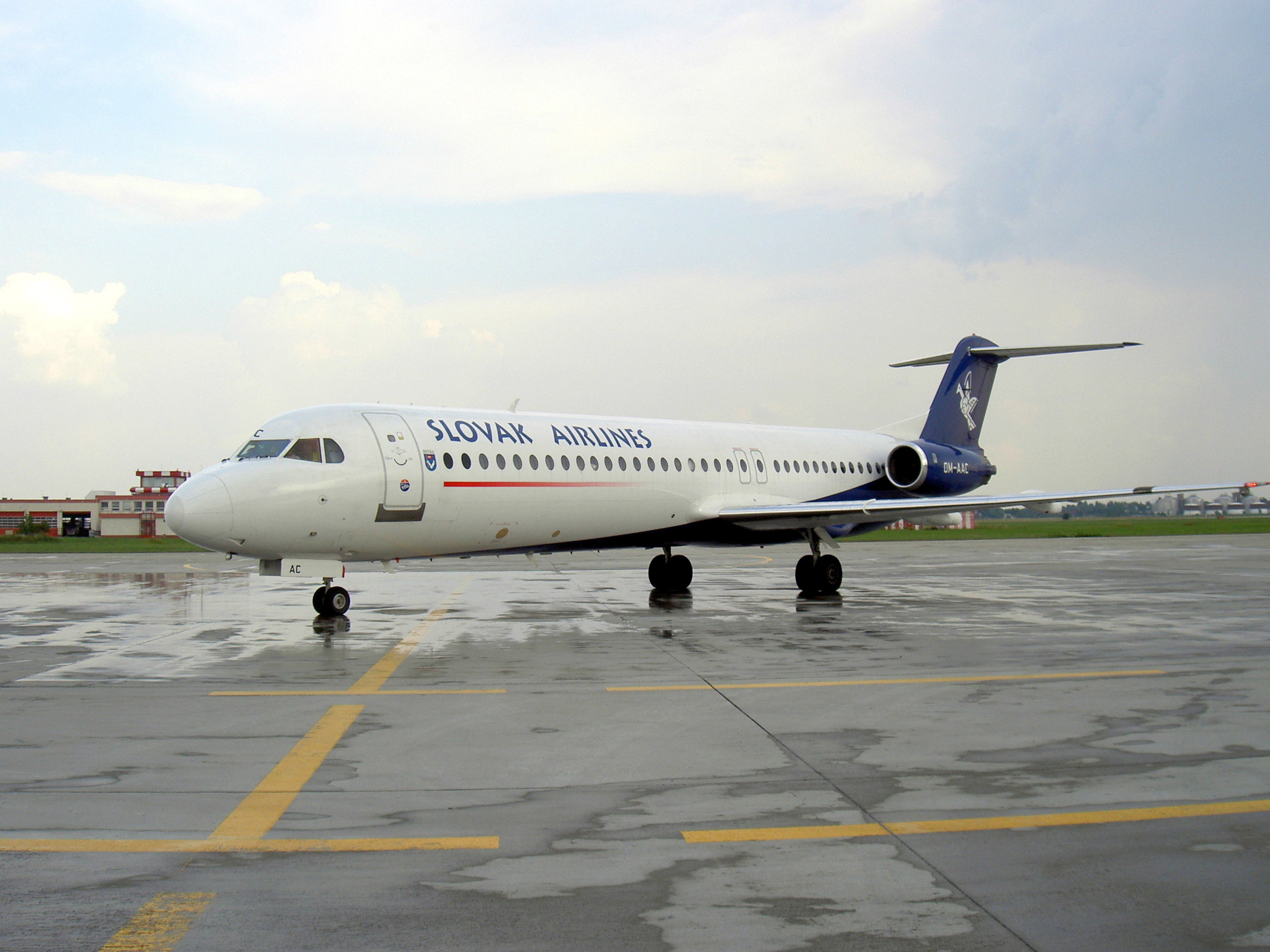
Fokker 100 Slovak Airlines

Ранее также использовались такие самолёты, как: Ту-154М, Saab 340A и Boeing 767-200.

## История
Создание авиакомпании началось в июне 1995 года, и в мае 1998 года она начала свою деятельность. Она была основана Вильямом Витешкой (слов. Viliam Veteška) совместно с группой частных инвесторов. 
В январе 2005 года Austrian приобрела контрольный пакет акций (62%) авиакомпании.
Slovak Airlines прекратила свою деятельность в марте 2007 года, объявив об банкротстве. Это произошло в связи с тем, что Austrian вернула в свою собственность 2 самолета из парка ВС Slovak Airlines. А в январе 2007 года Austrian отказалась от финансовой поддержки авиакомпании.